# Ikhsan Leonardo Imanuel Rumbay
Ikhsan Leonardo Imanuel Rumbay (Tomohon, 15 de enero de 2000) es un jugador de bádminton nacido en Indonesia. Actualmente juega para el club Djarum. Representó a su país en los Juegos Olímpicos de la Juventud en Buenos Aires en 2018.

## Carrera
Comenzó su carrera como profesional participando en el Internacional de Sao Paulo, un importante abierto de bádminton en tierras brasileñas. Jugó desde la ronda de clasificación y llegó a los cuartos de final, donde perdió ante Jason Ho-shue 15-21 18-21. Una semana más tarde jugó en la III Serie Internacional de Perú, donde se convirtió en subcampeón perdiendo la final ante Luis Ramón Garrido. En diciembre de 2017 se aseguró el título de individuales masculinos en el Campeonato Nacional Junior en Pangkal Pinang, luego de vencer a Gatjra Piliang Fiqihilahi Cupu en el juego directo. Rumbay fue parte del equipo nacional junior que ganó las medallas de bronce en el Campeonato Asiático Juvenil 2018 tanto en equipo como a nivel individual.

## Logros

### Campeonato Junior Asiático
Individual masculino
| Año  | Lugar                                                     | Oponente    | Marcador    | Resultado |
| ---- | --------------------------------------------------------- | ----------- | ----------- | --------- |
| 2018 | Jaya Raya Sports Hall Training Center, Yakarta, Indonesia | Lakshya Sen | 7–21, 14–21 | Bronce    |

### Challenge Internacional BWF/Serie
Individual masculino
| Año  | Torneo                | Oponente           | Marcador     | Resultado |
| ---- | --------------------- | ------------------ | ------------ | --------- |
| 2017 | Internacional de Perú | Luis Ramón Garrido | 18–21, 14–21 | Finalista |

     Challenge internacional BWF
     Serie internacional BWF